# 佐藤蛾次郎
佐藤 蛾次郎（さとう がじろう、1944年〈昭和19年〉8月9日 - 2022年〈令和4年〉12月9日）は、日本の俳優・タレント。
大阪府高石市出身。本名は佐藤 忠和（さとう ただかず）。E・NESTO所属。息子は俳優の佐藤亮太。

## 来歴
1953年に朝日放送児童劇団に入団する。1961年に『神州天馬侠』の泣き虫蛾次郎を演じてから、芸名を佐藤 蛾次郎とする。
1968年にはテレビドラマ『男はつらいよ』に出演。1969年からは『男はつらいよ (映画)』に柴又題経寺の寺男・源吉（愛称：源公、源ちゃん）役で出演。最新作の2019年まで出演し続け、本シリーズに欠かせない存在となる。ファンからは全50作全てに出演したと思われているが第8作の『男はつらいよ 寅次郎恋歌』のみポスターに名を重ねているものの撮影直前に交通事故に遭い緊急入院したため出演していない。2018年11月4日に開かれた「寅さんサミット」で佐藤は当時のことについて「（自分が）助手席に乗っていたBMWが、100キロでガードレールに突っ込んじゃった。肋骨が5本折れた」と告白し、「2か月の重体。ワンカットも出られない。しょうがないね」と残念な想いを語っている。
1970年代から1980年代にはアフロヘアーにしていたが、『柳生一族の陰謀』、『戦国自衛隊』、『服部半蔵 影の軍団』などの時代劇でも丁髷のカツラを被らず、人の良い男をコミカルに演じ、そのヘアスタイルは佐藤の売りにもなっていた。
2022年12月10日午前10時過ぎ、東京都世田谷区の自宅浴室で風呂に浸かった状態で動かなくなっているのを親族が発見し、その場で死亡が確認された。死因はヒートショック現象に起因する虚血性心不全とみられている。78歳没。死亡日は9日と診断された。
2023年8月2日、お別れの会が催され、山田洋次・前田吟ら約250人が別れを惜しんだ。山田は「僕より若いのに先に逝くなんて…」と悔やみ、佐藤の力量・個性で“源ちゃん”の存在感をスクリーンで示したことは芝居の巧緻より大事と評し、一緒に仕事をできたことに感謝し、ねぎらった。天性の愛嬌で撮影現場で人気者で、特製の薬膳カレーは出演者・スタッフに大好評だった。約60年の親交があって、同い年の前田は「千葉真一さん、松田優作さん、渥美清さんという大スターに好かれていた」と振り返って、それを羨ましがり、「戦友を亡くして悲しい。天国でお兄ちゃん（渥美）とカラオケでもしているんでしょう」と追悼した。倍賞千恵子は手紙で「がじさんは人を思いやり、大事なことは決して忘れない。さすがお兄ちゃんの弟分だね。ありがとう、がじさん」と弔意を表した。祭壇は白色を基調とした花で彩られ、お気に入りだったという2000年頃のアフロヘアー姿が遺影に使用され、会場には出演作の台本など思い出の品約40点が展示された。戒名は「慈愛院和演日忠居士（じあいいんわえんにっちゅうこじ）」。

## 人物

### 料理
料理が得意で1974年、新橋駅近くにスナック「撫子」を出店。1977年に東京都中央区銀座へ「PoPo」として移転する。1996年10月からは銀座でカラオケスナック「Pabu 蛾次ママ」を妻と開店、後に長男の佐藤亮太も加わり営業していた。
「蛾次ママ」の常連客には千葉真一・桜木健一・小沢真珠・矢部美穂・渡嘉敷勝男・城咲仁・猫ひろしがおり、かつて経営していたカレーハウスで出されていた二日酔いしない薬膳カレーを、「蛾次ママ」では「寅さんカレー」として限定裏メニューになっている。前の店からの常連では渥美清・倍賞千恵子もいた。「撫子」では『浮浪雲』で共演した渡哲也・桃井かおりが来店し、公私に亘って親睦を深めた原田芳雄・松田優作が訪れ、「撫子ライブ」という宴を催している。薬膳の知識も豊富で、作った薬膳酒を山田洋次に飲んでもらったが、酔いつぶれた山田は寝込んでしまい、『男はつらいよ』の撮影が一時ストップしてしまった。毎年、正月には手作りおせちや雑煮を山田に届けていた。
妻の死後は亮太と切り盛りをしていたが、コロナ禍の影響により来客が減少し2020年12月31日をもって閉店となった。亮太は特撮ヒーロー作品『魔弾戦記リュウケンドー』で蛾次郎が演じた源公をモデルとしたキャラクター「ガジロー」を演じている。『トミカヒーロー レスキューフォース 爆裂MOVIE マッハトレインをレスキューせよ!』の同時上映作『爆走!トミカヒーローグランプリ』では亮太との親子共演を果たしている。
『ふるさとZIP探偵団』でも蛾次郎は料理を披露している。

### エピソード
普段はコミカルな雰囲気を漂わせている『男はつらいよ』の源公と異なり、長い髪を束ねどことなくダンディーさを漂わせている。長髪にしている理由は『男はつらいよ』の源公を演じた時に既にスケジュールが多忙になっており、散髪に行くにも行けなかったので気が付いたら長髪が似合っていたからである（本人談）。『反逆のメロディー』ではギターを弾きながら2曲の歌を披露している。
『男はつらいよ』の共演者・前田吟からは「蛾次やん」の愛称で親しまれている。持ち前の面倒見の良さから、松田優作ら当時の若手俳優からは「蛾次兄」 と慕われ続けている。『時効警察』で共演したオダギリジョー、麻生久美子ら若手俳優達からは役者としての姿勢を絶賛されている。
尊敬する人物は嵐寛寿郎。
初期にはスクープの獲れない記者だった梨元勝に、「なんにもナシモト」とのあだ名を付けている。

## 男はつらいよ
『男はつらいよシリーズ』の源公役は「大阪弁のしゃべれる男の子」というオーディションで決まったが、その時は会場入りが2時間30分遅れたという。渥美清を寅次郎と源公の間柄と同じ様に兄貴分として慕っていた。結婚式を挙げる費用がなかった事が渥美の耳に入り、『男はつらいよ 寅次郎夢枕』（第10作、1972年）撮影後の午後、撮影所にあった紋付き袴・花嫁衣装を着せてささやかながら撮影所で結婚式を挙げ、その時のカメラマンは篠山紀信であった。『男はつらいよ 寅次郎恋歌』（第8作、1971年）撮影時は交通事故で入院して作品に出られなかった際、渥美が病院まで見舞いに訪れ、看護婦（看護師）たちに「蛾次郎をよろしく」って深く一礼してすっと帰って行ったという。
渥美清の死は、自宅にいるとテレビ局のプロデューサーから電話がかかってきて知る。通夜も葬儀も終えたと聞き、「ウソやろ!?」と思ったのが最初で、夕方のニュース番組に生出演してから局のロビーで囲み取材を受けている間まで実感がなく、ひとりになってボロッと涙が溢れ、「1年以上『男はつらいよ』の音楽を聴くと涙が止まらなかった」と語る。『男はつらいよ 寅次郎紅の花』（第48作、1995年）では、渥美が着た服を衣装さんから貰い着ている。「男はつらいよ」シリーズでのロケの際には自らカレーを作って振る舞っており、渥美も好んで食べていたがいつも半分しか食べなかったという。しかし渥美の最終作では全てを食べ終えて「美味しかったよ。いつもありがとう。ご苦労さん」それが佐藤の聞いた渥美の生前最後の言葉となったという。佐藤が演じる寺男の源公はほとんどが端役であるが、映画の前身となったテレビドラマ版では寅次郎の父親違いの弟である雄二郎を演じ、最終回では寅次郎の最期をさくら達に語る重要な役を果たしている。

## 出演

### テレビドラマ
- 横堀川 (テレビドラマ)（1966年 - 1967年、NHK大阪）
- 素浪人 月影兵庫（NET / 東映京都テレビプロ）
  - 第2シリーズ 第21話「用心棒が待っていた」（1967年） - 太郎吉
  - 第2シリーズ 第63話「お化けに足が生えていた」（1968年） - やくざ
- 銭形平次（CX / 東映）
  - 第110話「紅い扱帯」（1968年） - 留吉
  - 第387話「私の好きな平次親分」（1973年） - 仙太
- 男はつらいよ（1968年 - 1969年、CX） - 雄二郎
- 37階の男 第1話「甘い触手」（1968年、NTV / 東宝）
- 素浪人 花山大吉 第48話「赤ちゃんお手柄立てていた」（1969年、NET / 東映） - 見張り
- 水戸黄門（TBS / C.A.L.）
  - 第1部 第19話「どっこい生きてた湊川 -兵庫-」（1969年）- 甚八
  - 第2部 第29話「にせ黄門現わる -福岡-」（1970年）- はかた屋の番頭
- おれの義姉さん（1970年、CX）- ガス
- プレイガールシリーズ（12ch / 東映）
  - プレイガール
    - 第62話「老人と女のポルカ」（1970年）
    - 第286話「私にさわると地獄行きよ」（1974年）- ヤス

  - プレイガールQ  第18話「可愛い天使は裸で消えた!!」（1975年） - カメラ助手（溜健二名義）
- ザ・ガードマン 第336話「セクシー娘・お色気捕物帖」（1971年、TBS / 大映テレビ室） - ケイスケ
- 恋愛術入門 第21話「花嫁りゃく奪作戦」（1971年3月14日、TBS / 国際放映） - 金子
- 冠婚葬祭屋（1972年、NET / 東映） - 達夫
- シークレット部隊（1972年、TBS / 大映テレビ室）
  - 第2話「女がやった!ズッコケ自動車レース」
  - 第24話「恋の泥棒作戦」
- 明智探偵事務所（1972年、NHK） - ドンキー
- 遠山の金さん捕物帳（1972年、NET / 東映） - 安三 
  - 第92話「幽霊にされた女」
  - 第96話「おかげ参りの女」
  - 第110話「あの世から招く女」
  - 第127話「尼になった男」
- 赤ひげ 第13話「徒労に賭ける」（1973年、NHK） - 兼
- ユタとふしぎな仲間たち（1974年、NHK） - ペドロ
- ぶらり信兵衛 道場破り 第35話「平七おあきに首ったけ」（1974年、CX / 東映） - 道安
- ふりむくな鶴吉 第19話「絶唱」（1975年、NHK）
- 新宿警察 第13話「新宿マリーの恨み節」（1975年、CX / 東映） - キンベエ
- 俺たちの勲章（1975年、東宝 / NTV） - 健次
- 燃える捜査網（1975年、NET / 東映） - 麻生仁
- 伝七捕物帳（1975年、NTV）
- がんばれ!!ロボコン 第84話「ドンギラ!!天才画家ロボコン」（1976年、NET / 東映） - 横平
- 大都会 闘いの日々 第17話「約束」（1976年、石原プロ / NTV）
- 気まぐれ天使 第7話「拾いものには御用心」（1976年、NTV / ユニオン映画） - 露店商
- スターウルフ 第5話「スーパーウェポンの秘密」（1978年、日本テレビ / 円谷プロダクション）- オデンジャア閣下
- 恐竜戦隊コセイドン（1978年 - 1979年、12ch / 円谷プロ） - モリ・モリィ
- 柳生一族の陰謀（1979年、KTV / 東映）
  - 第17話「白い毒蜘蛛」 - 弓削作之助
  - 第27話「美女と野獣」 - 角野彦三郎
  - 第33話「黒猫の恐怖」 - 角野彦三郎
- バトルフィーバーJ 第31話「激走トラック兄妹」（1979年、ANB / 東映） - 岩田鉄男
- 草燃える（1979年、NHK大河ドラマ） - 猿太
- 探偵物語（NTV / 東映芸能ビデオ）
  - 第1話「聖女が街にやって来た」（1979年） - ギャングのボス
  - 第19話「影を捨てた男」（1980年）
- 土曜ワイド劇場
  - 夜の終る時・警官殺しを追え!（1979年、ABC / テレキャスト）
  - 混浴露天風呂連続殺人シリーズ（1983年 - 1985年、ABC） - 城戸明
  - おかしな刑事13（2015年、EX） - 磯野為吉
- 服部半蔵 影の軍団 第15話「地獄を招く妖僧」（1980年、KTV / 東映） - 仁王吉
- 花王名人劇場
  - 裸の大将放浪記（KTV / 東阪企画）
    - 第2話「欲張りの人もたくさんいるので」（1980年） - ルンペン
    - 第15話「花が咲いたので」（1985年） - ゲン
- 探偵同盟（1981年、CX / セントラル・アーツ）
- 闇を斬れ 第8話「女体にひびくオルゴール」（1981年、KTV / 松竹） - 民次郎
- 新五捕物帳 第162話「間抜けな英雄」（1981年、NTV / ユニオン映画） - 徳造
- 江戸の用心棒 第25話「男づくしの江戸の華」（1981年、CX / 東宝 / 映像京都） - 三五郎
- つっぱり大貴族（1982年、YTV / 松竹芸能）
- 時代劇スペシャル 隠密くずれII 地獄の子守唄（1982年、CX / 東映）
- 時代劇スペシャル 隠密くずれIII 消えた大名行列（1983年、CX / 東映） - 権太
- あいつと私（1986年、フジテレビ） - 美術教師
- 必殺スペシャル 春一番 仕事人、京都へ行く 闇討人の謎の首領!（1989年、ABC） - 鉄五郎
- 女ねずみ小僧 第7話「千両富は殺しの番号」（1989年、CX / C.A.L） - 櫓下の升蔵
- せいぎのみかた（1997年、YTV）
- ドラマ30
  - のんちゃんのり弁（1997年、CBC）
  - みこん六姉妹（2006年、 CBC） - 古井戸
- ビーチボーイズスペシャル（1998年1月3日、CX） - 福引き屋のオヤジ 役
- 鬼平犯科帳 第8シリーズ 第2話「瓶割り小僧」（1998年、CX / 松竹） - 牛松
- 火曜サスペンス劇場 警部補 佃次郎19 妻の秘密（2004年4月13日、NTV） - 小松崎勇
- 理想の生活（2005年、NHK）
- 時効警察 第2話（2006年） - 山村荘八
- 水曜ミステリー9（TX）
  - 不倫調査員・片山由美（9） 黒髪人形・尼寺殺人事件（2007年9月） - 根来勇作
  - 鉄道警察官・清村公三郎（8） 鎌倉・江の島 追憶の殺人（2012年2月8日） - 矢追聡
  - 金沢のコロンボ3（2016年8月17日） - 田端徳治郎
- MAGISTER NEGI MAGI 魔法先生ネギま!（2007年10月 - 2008年3月、TX） - 近衛近右衛門
- ロト6で3億2千万円当てた男 第5話（2008年、ABC / EX）
- 坂の上の雲 第7回「子規、逝く」（2010年12月、NHK） - 演説する壮士
- 連続テレビドラマ 犬飼さんちの犬（2011年1月 - 4月、東名阪ネット6）
- JIN-仁- 完結編 第2-3話（2011年4月24日 - 5月1日、TBS） - 穴の隠居
- 好好!キョンシーガール〜東京電視台戦記〜（2012年10月 - 12月、TX） - 川島磯六
- 月曜ゴールデン（TBS）
  - 制服捜査（2013年8月12日） - 吉倉三郎
  - 新・示談交渉人 裏ファイル4（2014年12月8日） - 竹本
  - 税務調査官・窓際太郎の事件簿29（2015年7月20日） - 土産物屋店主
  - 制服捜査2（2016年2月1日） - 吉倉忠
- 東京スカーレット〜警視庁NS係 最終話（2014年9月9日、TBS） - 柳原仙太郎
- 科捜研の女 第14シリーズ 第7話（2014年11月27日、EX） - 蔵前元宏
- 天皇の料理番（2015年4月 - 6月、TBS） - 森田仙之介 [17]
- 大阪環状線 ひと駅ごとの愛物語 最終話「KYOBASHI ON MY MIND」（2016年3月15日、関西テレビ） - ジイちゃん
- 99.9-刑事専門弁護士- 第1話・SEASON II 第1話（2016年4月17日・2018年1月14日、TBS） - 「いとこんち」の客 （特別出演）
- 月曜名作劇場『制服捜査3』（2016年8月22日、TBS） - 吉倉忠
- アイドル×戦士 ミラクルちゅーんず!（2017年、TX） - 橘サダオ
- 孤独のグルメ Season6 第10話（2017年6月17日、テレビ東京） - 常連客・松田 役
- プレミアムドラマ「定年女子」 第4話（2017年8月6日、NHK BSプレミアム）
- 警視庁いきもの係 第7話（2017年8月20日、CX） - 足高
- 日曜ワイド「内閣情報調査室 特命調査官・ハト」（2017年12月10日、テレビ朝日） - 町会長
- 新・ミナミの帝王 得する離婚、損する離婚（2018年1月6日、 カンテレ） - 矢崎繁帳
- 後妻業 第3話 - 第5話（2019年2月5日 - 19日、カンテレ） - 富樫幹夫
- パレートの誤算（2020年、WOWOW） - 鈴木勝五郎

### 映画
- 「エロ事師たち」より 人類学入門（1966年、日活） - マコト
- これが青春だ！（1966年、東宝・宝塚）- ラグビー部員　ノンクレジット
- 吹けば飛ぶよな男だが（1968年、松竹） - ガス
- 喜劇 一発大必勝（1969年、松竹） - 野田松吉
- でっかいでっかい野郎（1969年、松竹） - ボイラーマン
- 男はつらいよシリーズ（1969年 - 1995年、1997年、2019年、松竹） - 源公 [注 2]
  - 男はつらいよ（1969年）
  - 続・男はつらいよ（1969年）
  - 男はつらいよ フーテンの寅（1970年）
  - 新・男はつらいよ（1970年）
  - 男はつらいよ 望郷篇（1970年）
  - 男はつらいよ 純情篇（1971年）
  - 男はつらいよ 奮闘篇（1971年）
  - 男はつらいよ 柴又慕情（1972年）
  - 男はつらいよ 寅次郎夢枕（1972年）
  - 男はつらいよ 寅次郎忘れな草（1973年）
  - 男はつらいよ 私の寅さん（1973年）
  - 男はつらいよ 寅次郎恋やつれ（1974年）
  - 男はつらいよ 寅次郎子守唄（1974年）
  - 男はつらいよ 寅次郎相合い傘（1975年）
  - 男はつらいよ 葛飾立志篇（1975年）
  - 男はつらいよ 寅次郎夕焼け小焼け（1976年）
  - 男はつらいよ 寅次郎純情詩集（1976年）
  - 男はつらいよ 寅次郎と殿様（1977年）
  - 男はつらいよ 寅次郎頑張れ!（1977年）
  - 男はつらいよ 寅次郎わが道をゆく（1978年）
  - 男はつらいよ 噂の寅次郎（1978年）
  - 男はつらいよ 翔んでる寅次郎（1979年）
  - 男はつらいよ 寅次郎春の夢（1979年）
  - 男はつらいよ 寅次郎ハイビスカスの花（1980年）
  - 男はつらいよ 寅次郎かもめ歌（1980年）
  - 男はつらいよ 浪花の恋の寅次郎（1981年）
  - 男はつらいよ 寅次郎紙風船（1981年）
  - 男はつらいよ 寅次郎あじさいの恋（1982年）
  - 男はつらいよ 花も嵐も寅次郎（1982年）
  - 男はつらいよ 旅と女と寅次郎（1983年）
  - 男はつらいよ 口笛を吹く寅次郎（1983年）
  - 男はつらいよ 夜霧にむせぶ寅次郎（1984年）
  - 男はつらいよ 寅次郎真実一路（1984年）
  - 男はつらいよ 寅次郎恋愛塾（1985年）
  - 男はつらいよ 柴又より愛をこめて（1985年）
  - 男はつらいよ 幸福の青い鳥（1986年）
  - 男はつらいよ 知床慕情（1987年）
  - 男はつらいよ 寅次郎物語（1987年）
  - 男はつらいよ 寅次郎サラダ記念日（1988年）
  - 男はつらいよ 寅次郎心の旅路（1989年）
  - 男はつらいよ ぼくの伯父さん（1989年）
  - 男はつらいよ 寅次郎の休日（1990年）
  - 男はつらいよ 寅次郎の告白（1991年）
  - 男はつらいよ 寅次郎の青春（1992年）
  - 男はつらいよ 寅次郎の縁談（1993年）
  - 男はつらいよ 拝啓車寅次郎様（1994年）
  - 男はつらいよ 寅次郎紅の花（1995年）
  - 男はつらいよ 寅次郎ハイビスカスの花 特別篇（1997年）
  - 男はつらいよ お帰り 寅さん（2019年）
- 反逆のメロディー（1970年、日活） - ゲバ作
- 喜劇 男は愛嬌（1970年、松竹）- 亀吉
- 喜劇・女は男のふるさとヨ（1971年、松竹）- 痴漢学生
- 愛ってなんだろ（1973年、松竹） - 平吉
- やくざと抗争 実録安藤組（1973年、東映） - 三吉
- 野良犬（1973年、松竹） - ハツオ
- 非情学園ワルシリーズ（1973 - 1974年、東映）
- 色情トルコ日記（1974年、東映） - 三毛猫の松
- まむしと青大将（1975年、東映） - 田尻峰吉
- 必殺女拳士（1976年、東映） - 孝太郎
- 暴力教室（1976年、東映） - たいやき屋の主人
- 日本人のへそ（1977年、日本ATG） - ピアニストのハットリ君
- 人間の証明（1977年、角川春樹事務所 / 東映） - おでん屋の客
- オレンジロード急行（1978年、松竹） - GSの店員
- 殺人遊戯（1978年、東映） - 江川
- 博多っ子純情（1978年、松竹） - 山内町内役員
- ピンク・レディーの活動大写真（1978年、東宝） - 猪熊
- 俺たちの交響楽（1979年、松竹） - 万引きのチンピラ
- 白昼の死角（1979年、角川春樹事務所 / 東映）
- 金田一耕助の冒険（1979年、角川春樹事務所） - 蛸島裕太郎
- 遠い明日（1979年、東宝） - 大平秀樹
- 戦国自衛隊（1979年、角川春樹事務所） - 武田軍の足軽
- ミスターどん兵衛（1980年、東映） - 美術助手・原野
- ニッポン警視庁の恥といわれた二人 刑事珍道中（1980年、東映） - 犯人C
- 獣たちの熱い眠り（1981年、東映） - 不動産屋
- 伊賀忍法帖（1982年、角川春樹事務所 / 東映） - 水呪坊
- ユー・ガッタ・チャンス（1985年、渡辺プロダクション / 東宝） - 本郷二佐
- キネマの天地（1986年、松竹）
- ちょうちん（1987年、東映） - クラブ・ユタカのマネージャー
- 必殺!5 黄金の血（1991年、松竹） - 金平
- REX 恐竜物語（1993年、角川春樹事務所 / 松竹） - 坂本久夫
- スーパーの女（1996年、東宝） - デコトラの運転手
- 虹をつかむ男(1996年、松竹)　- ハローワークで主人公から求人票を奪い取る男
- 借王シャッキング２（1997年、日活）- 重機を買い付けた男
- 北京原人 Who are you?（1997年、東映） - 轟博士
- 鉄と鉛（1997年、東映） - 情報屋
- 十五才 学校IV（2000年、松竹） - 屋久島スナックひなげし司会
- 爆走!トミカヒーローグランプリ（2008年、松竹） - ガジローの父
- 脇役物語（2010年、東京テアトル）
- おとうと（2010年、松竹）
- 老獄/OLD PRISON（2012年、REIZ INTERNATIONAL）
- 劇場版 ATARU THE FIRST LOVE & THE LAST KILL（2013年、東宝）
- 捨てがたき人々（2014年）
- 破門 ふたりのヤクビョーガミ（2017年、松竹） - 内藤
- 任侠学園（2019年、エイベックス・ピクチャーズ） - ガラス屋西潟工務店の親方
- 罪の声（2020年、東宝） - 藤井清一 役
- 咲む（2020年、株式会社ターゲット） - 猪口重孝

### Vシネマ
- ジゴロ・コップ 六本木・赤坂 美少年倶楽部（1991年）
- パチンコ無宿（1994年、ポニーキャニオン）
- おとこ喰い2（1996年、松竹ホームビデオ）
- 極道の2号たち2 嗚呼!現金と共に去りぬ（1997年）
- 修羅がゆく6 東北激闘篇（1997年、knack）- ヌードショウ呼び込み
- 修羅のみち1 関東VS関西 全面戦争勃発（2001年、東映ビデオ）- ヒットマン
- 難波金融伝ミナミの帝王 19 闇の裁き（2002年） - 古川時夫
- 極道はクリスチャン/修羅の抗争（2004年、knack）- 辻本浩
- 消しゴム屋（2008年、GPミュージアム） - 真田 
  - 消しゴム屋2（2008年、GPミュージアム） - 真田
- 極道の門 第五部（2018年、オールインエンタテインメント）- 神戸タカトラ組組長 タカオカトラキチ

### 舞台
- 中村玉緒特別公演「まかしときなはれ」（新歌舞伎座）
- 五木ひろし公演（御園座）
- 橋幸夫公演「夢の架け橋」（中日劇場）
- 天童よしみ公演（新歌舞伎座、新宿コマ劇場）
- 瞼の母ラプソディ（博品館劇場）
- 「友情」秋桜のバラード

### 人形劇
- ヤンマーファミリーアワー 飛べ!孫悟空 第12話「大盗賊アリババ アリジジ」（1978年1月3日、TBS） - アリジジ

### バラエティ
- 元祖どっきりカメラ（NTV）
- ふるさとZIP探偵団（1989年 - 2003年、KTV）
- タモリのボキャブラ天国
  - 壊れかけの蛾次郎（壊れかけのRadio）
  - ゴジラ 対 メカ蛾次郎（ゴジラ 対 メカゴジラ）
  - 雪を食う蛾次郎（雪の降る街を）
  - オレ蛾次郎（お願いよ）
  - クレーンが吊る蛾次郎（暮れなずむ町の）
  - いつも一升瓶持った蛾次郎、隣で和田勉がタカった（プリンセス・プリンセスの「M」）
- ダウンタウンのガキの使いやあらへんで!!
  - 笑ってはいけないシリーズ『新聞社』『ホテルマン』『スパイ』『地球防衛軍』『大脱獄』『名探偵』（地球防衛軍と大脱獄は写真のみ）、NTV）
  - 有名人に会うまでブラリし続けましょう!!駒沢編
- 「開運!なんでも鑑定団」（テレビ東京）
- 「痛快TVスカッとジャパン」（フジテレビ）

### CM
- 石庭グループ（1983年）※首都圏に展開していたラブホテルのチェーン。一時期はビアホールも運営していた。
- プッチンプリン（2007年）
- BOSS 食後の余韻（2009年）

## 著書
- ひとり料理の本（1983年10月14日 第1刷）、情報センター出版局、
- 蛾次郎のまあいっぺん食べてみて（1994年10月 初版発行）、ひかりのくに、ISBN 4564421425
- あの人の話（2001年3月15日 初版第1刷発行）、文芸社、ISBN 4-8355-1731-8